# Passalus rzedowskiorum
Passalus rzedowskiorum (лат.) — вид сахарных жуков рода Passalus из семейства пассалиды (Passalidae). Неотропика (Коста-Рика). Вид назван в честь мексиканский биологов Джерзи Рзедовски и Грасиелы Кальдеронде Рзедовски (Jerzy Rzedowski, Graciela Calderónde Rzedowski), почетных исследователей Института экологии (Xalapa, Veracruz, Мексика), за их вклад и исследования по таксономии и биогеографии мексиканской флоры. Длина около 3 см (26,0-35,8 мм). Чёрные, блестящие. Гемибрахиптерные. Отличается следующими признаками: передний лобный край выемчатый, без вторичных медиофронтальных бугорков; медиофронтальный + латерофронтальный бугорки крупнее и соединены с внутренними бугорками слабым гребнем, латеропостфронтальный с заметными полосками; переднеспинка с острыми передними углами; мезостернальная бороздка слабо выражена, овальной формы; метастернум медиально и заднепунктирован; плечи и эпиплевры голые. Этот вид был описан как гемибрахиптернвый. Пока он известен только по типовому материалу с высот 1480—2700 м над уровнем моря.